# Kosanica (Pljevlja)
Pour les articles homonymes, voir Kosanica.
Kosanica (en serbe cyrillique : Косаница) est un village du nord du Monténégro, dans la municipalité de Pljevlja.

## Démographie

### Évolution historique de la population
| 1948 | 1953 | 1961 | 1971 | 1981 | 1991 | 2003 |
| ---- | ---- | ---- | ---- | ---- | ---- | ---- |
| 497  | 542  | 602  | 556  | 379  | 253  | 192  |